# Best of Mylène Farmer
Best Of Mylène Farmer, ett musikalbum på av Mylène Farmer, släppt den 22 april 2002 på skivbolaget Polydor.

## Låtlista
1. Les Mots
2. Sans Contrefacon
3. Libertine
4. Pourvu Qu'elles Soient Douces
5. Desenchantee
6. Je T'aime Melancolie
7. California
8. Xxl
9. L'instant X
10. Rever
11. Innamoramento
12. C'est Une Belle Journee
13. Pardonne-moi
14. Innamoramento
15. C'est une Belle Journée
16. Pardonne-Moi